# Кламат Фолс (град, Орегон)
Кламат Фолс (на английски: Klamath Falls) е град в окръг Кламат, щата Орегон, САЩ. Кламат Фолс е с население от 19 462 жители (2000) и обща площ от 48,5 km². Намира се на 1249,4 m надморска височина. ЗИП кодът му е 97600-97699, а телефонният му код е 541.